# Pen Pen TriIcelon
Pen Pen TriIcelon (ペンペントライアイスロン Pen Pen ToraiAisuron?), conocido simplemente como Pen Pen en Europa, es un videojuego creado por una de las primeras empresas japonesas en revelar el desarrollo de Dreamcast, General Entertainment, también conocido como Land Ho! Fue lanzado en Japón como uno de los cuatro títulos de lanzamiento.

## Jugabilidad
Un TriIcelon es similar al triatlón del mundo real. Los TriIcelons consisten en tres estilos deportivos separados en un solo juego: correr, deslizarse y nadar. Estas tres cosas se combinan para hacer una carrera en la que todos compiten por el primer lugar. Los TriIcelons se llevan a cabo en cuatro cursos: Dulces, Selva, Juguetes y Terror.
El jugador controla pequeños personajes parecidos a pingüinos llamados Pen Pen, en una carrera que consta de tres estilos deportivos separados. Tanto la parte de deslizamiento como la de natación se recorren tocando y manteniendo presionado el botón de acción con un movimiento rítmico para mantener un ritmo fluido. La sección de carrera se controla simplemente con el stick analógico, también con la capacidad de saltar y cargar contra otros competidores. Los personajes jugables incluyen Pen Pens Sparky y Tina, Pen Hippo Ballery, Pen Shark Jaw, Pen Walrus Back, Pen Octopus Sneak, Pen Dog Mr. Bow y la especie desconocida Hanamizu.

## Historia
Se dice que los Pen Pen viven en un pequeño mundo llamado Iced Planet, y fue aquí donde se descubrió por primera vez la extraña raza alienígena. Dado que el animal más cercano en la Tierra al que se parecen es el pingüino, primero se les dio el nombre de Pen Pen. El Pen Pen prácticamente habita la mayor parte de la superficie del planeta. Se cree que, de hecho, tienen su propio idioma, pero si es así, es totalmente incomprensible para los humanos.
Más tarde se descubrió que vienen en una variedad de formas y tamaños diferentes. Otros tipos vinieron de otros planetas para visitar el Planeta Helado. Hasta ahora se han descubierto seis tipos.
En un mundo de nieve, hielo y agua, los Pen Pen han dominado las artes de correr, deslizarse y nadar, y siempre solían jugar en un campo helado.
Estas criaturas vieron el Pen Pen y se les ocurrió una idea, y así nació el TriIcelon.
Pronto se convirtió en el deporte más popular del planeta helado. Los Pen Pen disfrutan de este deporte todos los días y nunca se aburren de competir, pero una vez al año, realizan una gran carrera de TriIcelon para determinar el jugador número uno de TriIcelon. Los personajes de PenPen luego hicieron un cameo en varios carteles en el área del centro comercial de Navidad de Blue Stinger.

## Recepción
El juego recibió críticas mixtas según el agregador de reseñas de videojuegos GameRankings. Adam Pavlacka de NextGen dijo sobre el juego: "Si juegas con regularidad con un grupo, recógelo; de lo contrario, conviértelo en alquiler". En Japón, Famitsu le dio una puntuación de 25 sobre 40.